# Raúl de Tomás Gómez
Raúl de Tomás Gómez (Madrid, 17 d'octubre de 1994) és un futbolista professional espanyol que juga com a davanter actualment a l'Al-Wakrah, cedit pel Rayo Vallecano de Madrid.

## Trajectòria

### Inicis al Reial Madrid
Va començar a jugar el 2001 a l'escola de formació de futbolistes C. D. San Roque EFF de la seva ciutat natal. Va romandre al club fins a l'any 2004 quan s'incorporaria a l'Aleví "B" del Reial Madrid CF
De Tomás va anar progressant per cadascun dels equips inferiors del club amb grans registres golejadors. La temporada 2011-12 va marcar 31 gols amb el primer juvenil del Reial Madrid.
De cara a la següent campanya va promocionar al Reial Madrid Castella, que es trobava a Segona Divisió, sense haver passat pel Reial Madrid CF "C". A causa de la gran competència generada per la presència de jugadors més veterans com ara Jesé o Morata, va acabar jugant més d'una desena partits a la Segona B amb el Reial Madrid "C", i va aconseguir marcar vuit gols. A més es va proclamar campió de la Copa del Rei Juvenil el juny de 2013, marcant un dels gols de la final. La campanya 2013-14 va ascendir definitivament al Castella, on va fer catorze gols durant dues temporades. D'altra banda, el 29 d'octubre de 2014, va debutar amb el Reial Madrid sota les ordres de Carlo Ancelotti en l'eliminatòria d'anada dels setzens de final de Copa del Rei enfront de la Unió Esportiva Cornellà substituint Karim Benzema.

### Cessions a Còrdova i Valladolid
El 31 d'agost de 2015 fou cedit al Còrdova Club de Futbol cedit per una temporada. Al club blanc i verd va aconseguir sis gols en 27 partits, sense arribar a ser un assidu en les alineacions de José Luis Oltra que preferia alinear Andone i Xisco.
El 31 d'agost de 2016 el Reial Valladolid Club de Futbol el va incorporar l'última dia del mercat, també com a cedit. Aquesta temporada va millorar el seu nombre de minuts, encara que li va costar afermar-se en la titularitat a causa de la presència de José Arnaiz i Jaime Mata. De Tomás va ser el màxim golejador amb quinze gols en 39 partits (22 com a titular).

### Cessió al Rayo Vallecano
L'1 de setembre de 2017 el Rayo Vallecano de Madrid el va incorporar en qualitat de cedit, com al seu principal davanter. En la primera volta de la Lliga, De Tomás va aconseguir marcar 7 gols en 12 partits, que es van incrementar amb tres triplets en amb prou feines dos mesos enfront del Lorca Futbol Club, la Cultural Leonesa, i el CF Reus. Va acabar la campanya amb 24 gols, essent la principal figura d'aquella plantilla que va aconseguir l'ascens a primera divisió.
A les darreries d'agost, el jugador va renovar el seu contracte amb el Reial Madrid fins al 2023 i va ser cedit, per una temporada més, al Rayo Vallecano. El 22 de setembre va marcar el seu primer gol en Primera Divisió en la derrota davant l'Alabès (1-5). L'11 de gener va fer un hat-trick en el triomf davant el Celta de Vigo (4-2). El 28 de gener va marcar l'únic gol del partit en la victòria davant l'Alabès (0-1), que va fer sortir momentàniament del descens l'equip madrileny. El 9 de març va obrir el marcador al Camp Nou amb un gran xut des de fora de l'àrea en un partit que va acabar en posterior derrota davant el FC Barcelona (3-1).

### Benfica
El 3 de juliol de 2019 el SL Benfica portuguès va fer oficial la seva incorporació per les següents cinc temporades a canvi de 20 milions d'euros.

### Espanyol
El 9 de gener de 2020 el RCD Espanyol va fer oficial el seu fitxatge fins al 2026 per 20 milions d'euros més 2 en variables, essent el fitxatge més car en la història del club.
El 12 de gener, De Tomás va fer el seu debut amb els Pericos tot substituint Jonathan Calleri en la Copa del Rei i va marcar el gol del 0-2 contra la UD San Sebastián de los Reyes. En els següents 4 partits de Lliga, contra el Vila-real CF, Athletic Club, Granada CF i RCD Mallorca també aconseguiria marcar un gol en cadascun.
Durant el seu confinament a la ciutat comtal a causa del COVID-19, va mostrar públicament inquietud per la pintura.

## Internacional
De Tomás a estat internacional amb les categories inferiors de la selecció espanyola (sub-17, sub-18 i sub-19), amb les quals ha aconseguit sis gols.